# Мишићна слабост
Мишићна слабост је стање у коме се при пуном напору не производи нормална мишићна контракцију  или пуна снага (ангажовање мишића) која треба да обезбеди кретање. Иако је чест проблем, она обично различитим људима значи различите ствари (нпр. за неке то једноставно значи осећај умора или исцрпљености).  Мишићна слабост може утицати на цело тело или може бити ограничена на руку, ногу или чак само песницу или прст. Иако слабост може бити узрокована проблемима у самим мишићима, тетивама, костима или зглобовима, најчешће ову слабост мишића изазивају проблеме који потичу из нервног система. Често мишићна слабост  прати период болести, али је један од знакова који се јавља током старења (саркопенија).

## Етиологија
Многа здравствена стања могу изазвати слабост мишића, од којих су нека од најзначајнијих:
- неуромишићни поремећаји, као што су мишићне дистрофије , мултипла склероза (МС) , амиотрофична латерална склероза (АЛС)
- аутоимунске болести , као што су Гравесова болест , мијастенија гравис и Гуиллаин-Барреов синдром
- стања штитне жлезде , као што су хипотиреоза и хипертиреоза
- дисбаланс електролита , као што је хипокалемија (недостатак калијума), хипомагнезиемија (недостатак магнезијума) и хиперкалцемија (повишен калцијум у крви)

Друга стања која могу изазвати слабост мишића укључују:
- инфаркт
- дискус хернија
- синдром хроничног умора (ЦФС)
- хипотонија, недостатак мишићног тонуса који је обично присутан при рођењу
- периферна неуропатија, врста оштећења нерава
- неуралгија, или оштро пецкање или бол који прати пут једног или више нерава.
- полимиозитис или хронична упала мишића
- продужени одмор у кревету или имобилизација
- алкохолизам, који може изазвати алкохолну миопатију

Слабост мишића такође може бити узрокована компликацијама од стране одређених вирусних и бактеријских инфекција, укључујући:
- полиовирусе, који нападају нервни систем и изазивају полиомијелитис веома заразну болест, најчешће деце  млађа од 5 година,[1]
- вирус Западног Нила
- реуматску грозницу
- коронавирусе
- ботулизам, ретку и озбиљну болест узрокована бактеријом Clostridium botulinum, такође може довести до слабости мишића.[2]

Продужена употреба одређених лекова такође може довести до слабости мишића. Међу значајнијим медикаментима који могу бити узрок мишучне слабости спадају:
- статини и други агенси за снижавање липида,
- антиаритмички лекови , као што су амиодарон или прокаинамид,
- кортикостероиди,
- колхицин, који се користи за лечење гихта

## Дијагноза
У дијагностици мишићне слабости тражи се упориште за идентификацију узрок  и покушава да утврди тачно који мишићи су слаби и колико су слаби. 

### Физички преглед
Током физичког прегледа мишићи се систематски прегледају,  почев од лица и врата, затим руку и на крају ногу. Нормално, особа би требало да буде у стању да држи испружене руке неколико минута без спуштања или тресања. Ако не држите руке мирне, то може бити знак мишићне слабости. Снага мишића се тестира гурањем или повлачењем у коме доктор гура и вучепоједине делове тела у супротном смеру.
Током прегледа, испитују се мишићи на осетљивост и структуру ткива. Обично је мишић чврст, али не тврд, и гладак, али није квргав. Мишићи се такође испитују на абнормалне покрете. Кратки, фини, неправилни трзаји мишића који се виде непосредно испод коже (фасцикулације) обично указују на нервно обољење, иако се понекад јављају код здравих људи (нарочито ако је особа нервозна или прехлађена), а често се јављају у мишићима потколенице. Неспособност мишића да се опусте (миотонија) обично указује да су најчешће проблеми у мишићима а мање у нервима.
Детаљним неуролошким прегледом  се може утврдити било какве абнормалности осећаја, координације, финих моторичких покрета и рефлекса.  

### Функционални тестови
Током функционалних тестова од особе се трађи да изврши различите процедуре док лекар бележи све недостатке у захваћеној групи мишића. Тако је један од тестова нпр. испитиве способности особе да:
- устане са столице без употребе руку,

- чучне и устане из чучећег положаја,

- стоји на прстима и петама и да ухвати предмет.

Функционалним тестовима се одређује степен губитка мишићне масе (атрофија), која може настати услед оштећења или самог мишића или његових нерава. Атрофија мишића може бити узрокована неупотребом (атрофија због неупотребе), као што се понекад дешава због дужег лежања у кревету. Повећање мишића (хипертрофија) се обично јавља након вежбања, на пример, подизања тегова. Када је особа болесна, долази до хипертрофије јер један мишић јаче ради да би надокнадио слабост другог. Мишићи се такође могу повећати када нормално мишићно ткиво замени нормално ткиво, што се јавља код амилоидозе и код неких наследних болести мишића, као што је урођена атонија.
Тестови нерава, укључујући мерење нервне проводљивости, помажу да се утврди да ли нерви који снабдевају мишиће функционишу нормално. 
Електромиограм, или тест који бележи електричне импулсе из мишића, помаже да се утврди да ли су мишићи нормални. Ако су мишићи абнормални, електромиограм може помоћи да се направи разлика између примарне абнормалности нерва и примарне абнормалности мишића.

### Крвни тестови
Тестови крви се могу користити за одређивање брзине седиментације црвених крвних зрнаца која може бити повишена ако постоји упала, као и нивоа креатин киназе, нормалног мишићног ензима који излази из мишића и улази у крвоток када је мишић оштећен.

### Биопсија мишића
Ако проблем лежи у самом мишићу, може се урадити биопсију мишића (узимајње малог дела мишића који патолог прегледа под микроскопом).    
| Оштећења                                     | Болести и повреде | Најчечешће последице |
| Оштећење мозга                               | Мождани удар или тумор на мозгу | Слабост или парализа стране тела супротне од оштећене стране мозга. Могу бити са поремећајем говора, гутање, личности и мисаоним процесима                                                        |
| Оштећење кичмене мождине                     | Повреда врата или леђа, тумори кичмене мождине, сужење кичменог канала, мултипла склероза, трансверзални мијелитис, недостатак витамина Б12 | Слабост или парализа руку и ногу испод нивоа повреде, губитак осећаја испод нивоа напредујуће повреде, бол у леђима. Могу бити нарушене функције црева, мокраћне бешике, као и сексуалне функције |
| Пропадање нерва у кичменој мождини           | Амиотрофична латерална склероза | Прогресиван губитак мишићне масе и мишићне снаге, али без губитка осећаја |
| Оштећење корена кичменог нерва               | Пролапс диска у врату или доњем делу кичме                                                                                                  | Бол у врату или слабост или утрнулост руке, бол у доњем делу леђа са ширењем у ногу (ишијас) и слабост или утрнулост ноге                                                                         |
| Појединачно оштећење нерва (мононеуропатија) | Дијабетичка неуропатија, локални притисак                                                                                                   | Слабост или парализа мишића и губитак осећаја у подручју које инервише оштећени нерв |
| Оштећење више нерава (полинеуропатија)       | Шећерна болсест, Гилен-Бареов синдром, недостатак фолата, друге метаболичке болести                                                         | Слабост или парализа мишића и губитак осећаја у подручјима која инервише погођени нерв |
| Болести неуромускуларне плоче                | Миастенија гравис, тровање курареом, Еатон Ламбертов синдром, тровање инсектицидима                                                         | Парализа или слабост више мишића |
| Болести мишића                               | Дишенова мишићна дистрофија Инфекције или инфламаторне болести (акутни вирусни миозитис, полимиозитис)                                      | Прогресивна слабост мишића у целом телу. Мишићи су осетљиви или болни и слаби |
| Психолошки проблеми                          | Депресија, имагинарни симптоми, хистерија (реакција конверзије), фибромиалгија                                                              | Жалба на слабост целог тела, парализу без знакова оштећења нерава |

## Терапија
Након што се утврди узрок  мишићне слабости,  препоручује се одговарајући третман, који примарно зависи  од основног узрока мишичне слабости, као и од тежине симптома.

### Физикална терапија
Физиотерапеути могу предложити разне врсте вежби за побољшање квалитета живота код  стања као што су МС или АЛС:
- прогресивне вежбе отпора како би помогао некоме са МС да ојача мишиће који су ослабили због недостатка употребе).

- вежбе истезања и низа покрета како би се спречила укоченост мишића код оболелих од АЛС

### Радна терапија
Радни терапеути могу предложити вежбе за јачање горњег дела тела. Они такође могу препоручити помоћне уређаје и алате за помоћ у свакодневним активностима.
Радна терапија може бити посебно корисна током процеса рехабилитације након можданог удара . Терапеути могу препоручити вежбе за решавање слабости на једној страни тела и помоћи у моторичким вештинама.

### Лекови
Лекови против болова без рецепта, као што су ибупрофен или ацетаминофен , могу помоћи у управљању болом повезаним са стањима као што су:
- периферна неуропатија
- ЦФС
- неуралгија

Замена хормона штитне жлезде се користи за лечење хипотиреозе . Стандардни третман обично укључује узимање левотироксина, који је синтетички хормон штитне жлезде.

### Промене у исхрани
Промена исхране може помоћи у отклањању неравнотеже електролита (узимање суплемената, као што су калцијум , магнезијум оксид или калијум оксид, у зависности од  потреба сваког пацијента појединачно).

### Оперативно лечење
Хируруршка терапија се може користити за лечење одређених стања, као што су дискус хернија или хипертиреоза .